# Nasiruddin Shah
Nasiruddin Shah (in urdu نصیرالدین شاه‎?, Naṣīruddīn Shāh; Barabanki, 20 luglio 1950) è un attore indiano.

## Biografia
Ha avuto successo sia a Bollywood che nel cinema indipendente indiano.
Ha interpretato la parte del Capitano Nemo nel film La leggenda degli uomini straordinari (2003).
Lo si ricorda anche per le interpretazioni di Lalit Verma in Monsoon Wedding - Matrimonio indiano (2001) e del Dottor Arya in Krrish (2006).
Ha vinto la Coppa Volpi per la migliore interpretazione maschile nel 1984 per Pār.

## Vita privata
Dal 1º aprile 1982 è sposato con l'attrice Ratna Pathak, dalla quale ha avuto tre figli: Imaaduddin, Vivaan e Heeba.

## Filmografia parziale
- Nishant, regia di Shyam Benegal (1975)
- Tabbaliyu Neenade Magane, regia di Girish Karnad (1977)
- Chakra, regia di Rabindra Dharmaraj (1981)
- Swami Dada, regia di Dev Anand (1982)
- Masoom, regia di Shekhar Kapur (1983)
- Pār, regia di Goutom Ghos (1984)
- Karma, regia di Subhash Ghai (1986)
- Hero Hiralal, regia di Ketan Mehta (1988)
- Tridev, regia di Rajiv Rai (1989)
- Kabhi Haan Kabhi Naa, regia di Kundan Shah (1993)
- Mohra, regia di Rajiv Rai (1994)
- China Gate, regia di Rajkumar Santoshi (1998)
- Sarfarosh, regia di John Matthew Matthan (1999)
- Monsoon Wedding - Matrimonio indiano (Monsoon Wedding), regia di Mira Nair (2001)
- La leggenda degli uomini straordinari (The League of Extraordinary Gentlemen), regia di Stephen Norrington (2003)
- 3 Deewarein, regia di Nagesh Kukunoor (2003)
- Main Hoon Na, regia di Farah Khan (2004)
- Paheli, regia di Amol Palekar (2005)
- The Rising, regia di Ketan Mehta (2005)
- Krrish, regia di Rakesh Roshan (2006)
- Amal, regia di Richie Mehta (2007)
- Jaane Tu Ya Jaane Na, regia di Abbas Tyrewala (2008)
- A Wednesday, regia di Neeraj Pandey (2008)
- Raajneeti, regia di Prakash Jha (2010)
- Zindagi Na Milegi Dobara, regia di Zoya Akhtar (2011)
- The Dirty Picture, regia di Milan Luthria (2011)
- Krrish 3, regia di Rakesh Roshan (2013)
- Welcome Back, regia di Anees Bazmee (2015)
- OK Jaanu, regia di Shaad Ali (2017)